# Günter Graetsch

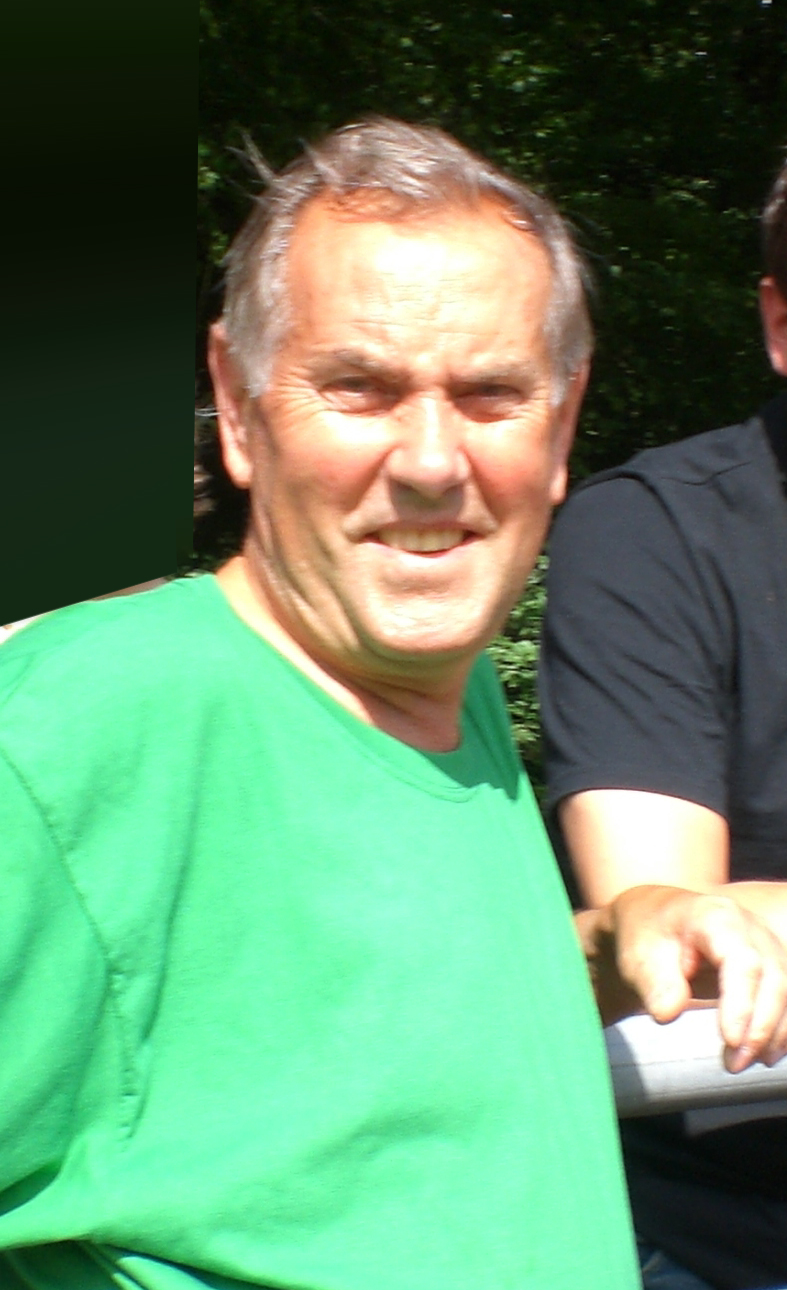
Günter Graetsch, 2009

Günter Graetsch (* 5. Januar 1937; † 13. Juli 2012 in Herten) war ein deutscher Fußballspieler. Als Aktiver des Zweitligisten SpVgg Herten kam er am 21. November 1956 als noch 19-Jähriger beim Länderspiel der deutschen B-Nationalmannschaft in Zürich gegen die Schweiz zum Einsatz.

## Laufbahn

### Herten und Auswahlspiele bis zur Runde 1963/64
Bei den Grün-Weißen von der Kampfbahn Katzenbusch, der SpVgg Herten, im nördlichen Ruhrgebiet gelegen, durchlief er als Jugendfußballer die Stationen in der Jugendabteilung und wurde sofort nach dem Übertritt in die Seniorenmannschaft auch dort zum Leistungsträger. Die Spielvereinigung spielte in der 2. Liga West, dem Unterbau der Fußball-Oberliga West. Unter dem ehemaligen Oberligaspieler als Trainer, Heinz Dokter, debütierte Graetsch in der Saison 1955/56 bei Herten an der Seite von Mitspieler Hans Barwenzik in der 2. Liga West. Die Spielvereinigung belegte den 10. Platz und der Nachwuchsspieler hatte 21 Ligaspiele absolviert. „Kuddel“ Graetsch kam bereits am 11. August 1956 im Repräsentativspiel in Hannover gegen Norddeutschland in der Auswahl von Westdeutschland zum Einsatz. Er agierte an der Seite von Mittelläufer Heinz Wewers als rechter Außenläufer und Bernhard Klodt und Helmut Rahn stürmten am Flügel der westdeutschen Auswahl. Bundestrainer Sepp Herberger nominierte das Talent aus Herten am 3. November 1956 bei einem Testspiel gegen Eintracht Frankfurt in einer DFB-Auswahl. In der siegreichen DFB-Elf (1:0) bildeten Karl Schmidt, Graetsch und Horst Szymaniak die Läuferreihe. Knapp drei Wochen später, am 21. November, wurde der Mann aus der 2. Liga West in die B-Nationalmannschaft berufen. In Zürich wurde er beim Länderspiel gegen die Schweiz (2:1) als linker Außenläufer für Georg Stollenwerk eingewechselt. Seine Vorstellungen hatten Eindruck beim Bundestrainer hinterlassen und so fand sich Graetsch sogar beim Länderspiel der A-Nationalmannschaft am 23. Dezember 1956 in Köln gegen Belgien auf  der Ersatzbank wieder. Acht Tage danach, am 30. Dezember in Ludwigshafen, war er als Mittelläufer in der Westauswahl beim Vergleich gegen den Südwesten aktiv. Vereinskollege Hans Barwenzik war als linker Verteidiger nominiert. Am Anfang der Rückrunde 1956/57, vom 18. Februar bis 2. März 1957, wurde vom Bundestrainer ein DFB-Kurs in Duisburg durchgeführt, wo das Talent aus Herten auch am Ball war. Zum Abschluss des Kurses stand er am 3. März in der Westauswahl die in Bochum mit 3:1 Toren gegen Berlin gewann. Noch im gleichen Monat – am 27. März – wurde er vom DFB in der Juniorennationalmannschaft U 23 beim Länderspiel in Essen gegen Belgien eingesetzt. Beim deutschen 4:2-Erfolg formierte sich die Abwehr mit Torhüter Helmut Traska, den Verteidigern Walter Zastrau und Hans Barwenzik, sowie der Läuferreihe mit Heinz Wieczorek, Graetsch und Hermann Nuber. Das Spieljahr endete mit zwei Auswahlberufungen im Juni 1957. Am 20. Juni gehörte er in Schweinfurt in einem Testspiel einer A-Auswahl gegen eine B-Auswahl an, am 26. Juni bildete er zusammen mit Hans Sturm und Horst Szymaniak die Läuferreihe der siegreichen DFB-Auswahl (4:1) gegen Berlin.
Die Saison der Fußballweltmeisterschaft 1958 in Schweden eröffnete Bundestrainer Herberger mit einem Lehrgang vom 22. bis 28. Juli 1957 in München. Das Kontingent der Läufer stellten dabei Horst Eckel, Hans Sturm, Herbert Schäfer, Willi Gerdau, Horst Szymaniak, Karl Mai, Karl Borutta, Helmut Jagielski und der 20-jährige „Kuddel“ Graetsch. Im April 1958 wurde er vom Bundestrainer zwar noch in zwei Testspielen berücksichtigt und auch in der 40er-Liste des DFB an die FIFA aufgeführt, aber Aufnahme in den endgültigen WM-Kader für das Turnier in Schweden fand er nicht. Durch seinen anhaltenden Verbleib in den nächsten Jahren mit Herten in der 2. Liga West, zogen die Konkurrenten aus der Oberliga an ihm vorbei. Graetsch wurde nur noch einmal am 7. November 1959 in der U 23 beim Länderspiel in Miskolc gegen Ungarn berücksichtigt. Beim 2:2 bildete er zusammen mit Ferdinand Wenauer und Heinz Lowin die Läuferreihe. Am 4. März 1962 endeten seine Auswahlberufungen mit dem Einsatz in der Westauswahl, die in Wuppertal gegen Berlin antrat und er als Mittelläufer die Defensive anführte. Überraschend stand er im Debütjahr der Fußball-Regionalliga West, 1963/64, im vorläufigen Aufgebot für das Länderspiel der A-Nationalmannschaft am 28. September 1963 in Frankfurt gegen die Türkei.
Im letzten Jahr des alten regionalen Ligensystems der erstklassigen Oberligen und deren Unterbau der 2. Ligen, 1962/63, belegte die SpVgg Herten in der 2. Liga West den dritten Rang. Graetsch hatte von 1955 bis 1963 für Herten in der 2. Liga 212 Pflichtspiele absolviert und zehn Tore erzielt. Durch den dritten Rang – Mitspieler war der junge Rudolf Assauer –  wurde die Mannschaft von „Kuddel“ Graetsch zur Saison 1963/64 in die neu installierte Zweitklassigkeit der Regionalliga West eingegliedert. Herten startete mit 4:2 Punkten – Sportfreunde Siegen (1:1), Bayer Leverkusen (5:1), Arminia Bielefeld (1:1) – im August 1963 in die Regionalligasaison. Am vierten Spieltag, den 25. August, mussten Graetsch und seine Mannschaftskollegen gegen den späteren Vizemeister Wuppertaler SV (2:3) – Helmut Domagalla, Werner Tönges, Erich Haase, Manfred Reichert, Günter Augustat, Emil Meisen, Günter Nauheimer – vor 10.000 Zuschauer in der heimischen Kampfbahn Katzenbusch die erste Niederlage einstecken. Nach weiteren Niederlagen gegen Marl-Hüls, Oberhausen, Horst-Emscher und Aachen holten sich die Grün-Weißen am 10. und 11. Spieltag die volle Punktzahl gegen Mönchengladbach und Düsseldorf. Bemerkenswert war der 3:1-Heimerfolg gegen das Bökelberg-Team, denn BMG-Trainer Fritz Langner hatte mit Manfred Orzessek, Gerd Schommen, Heinz Lowin, Rudolf Pöggeler, Karl-Heinz Mülhausen, Herbert Laumen und Günter Netzer mehrere Akteure auf dem Feld, die zum besseren Niveau der Regionalliga zu zählen waren. Acht Tage später überraschte Herten mit einem 2:1-Auswärtserfolg in Düsseldorf bei der Mannschaft von Trainer Kuno Klötzer. Nach der Vorrunde hatte Herten ein Punktekonto von 16:22 Zählern vorzuweisen. In der Rückrunde, drei Spieltage vor Rundenschluss am 26. April 1964, wurde aber gegen den bereits als Absteiger feststehenden Duisburg 48/99 das Heimspiel mit 1:2 Toren verloren und damit der Klassenerhalt verspielt. Das konnte auch der 2:1-Erfolg acht Tage später bei RW Essen nicht mehr wettmachen, da Herten abschließend am 38. Spieltag mit einer 1:2-Niederlage die Runde beim gleichfalls in das Amateurlager absteigenden VfB Bottrop verlor. Den 2:1-Siegtreffer kassierte Herten in der 89. Spielminute durch einen verwandelten Handelfmeter. Mit 31:45 Punkten waren Graetsch und Kollegen zwar mit STV Horst-Emscher punktgleich, aber der Torquotient – 55:79 (Herten); 56:75 (STV) – entschied die Abstiegsfrage zu Gunsten der Mannschaft aus Gelsenkirchen. „Kuddel“ Graetsch hatte für die Mannschaft von Trainer Kurt Sahm und an der Seite der Mitspieler Hermann Schönbeck (Torhüter), Rudolf Assauer, Günter Rudnik, Horst Hahn, Gerd Zeitz und Helmut Binkowski alle 38 Rundenspiele für Herten absolviert. Nach dem Abstieg schloss er sich zur Runde 1964/65 Westfalia Herne an und setzte somit seine Karriere in der zweitklassigen Regionalliga West fort.

### Herne, 1964 bis 1968
Mit der Mannschaft vom Stadion am Schloss Strünkede eröffnete der Mann aus Herten am 9. August 1964 mit einem 2:0-Erfolg bei STV Horst-Emscher die Saison 1964/65. Trainer Herbert Burdenski vertraute dabei auf die Defensivqualitäten von Torhüter Wolfgang Scheid, Verteidiger Kurt Gehlisch und dem Neuzugang auf der Mittelläuferposition. Am vierten Spieltag, den 30. August, agierte die Läuferreihe der Westfalia beim 2:0-Heimerfolg gegen Fortuna Düsseldorf mit Graetsch, Friedhelm Dick und Hans Sondermann. Der 2:1-Heimsieg gegen den späteren Meister Borussia Mönchengladbach am 10. Januar 1965 mit deren torgefährlichen Angriffsbesetzung durch Rudolf Pöggeler, Herbert Laumen, Bernd Rupp, Günter Netzer und Werner Waddey ragte in dieser Runde aber deutlich heraus. „Kuddel“ Graetsch gehörte von Beginn seiner Zeit in Herne dem Kreis der Westfalia-Leistungsträger an.
In das vierte Jahr (1967/68) von Graetsch bei Herne, Trainer war jetzt Fritz Pliska, ging der Verein ohne die vormaligen Leistungsträger Wolfgang Scheid, Friedhelm Dick, Gerhard Clement und Gerhard Wilbrandt. Da  bereits in den Runden zuvor mit Hans Sondermann, Jürgen Koch und Kurt Gehlich bewährte Akteure der Mannschaft verloren gegangen waren, konnte der Qualitätsverlust nicht mehr aufgefangen werden, Herne belegte den 17. Rang und stieg in das Amateurlager ab. In den letzten sechs Spielen der Rückrunde hatte sich die Mannschaft bereits aufgegeben, mit der Punkteausbeute von 0:12 Zählern ergab man sich in den Abstieg. Mit der 1:2-Niederlage am 12. Mai 1968 beim Lüner SV verabschiedete sich „Kuddel“ Graetsch nach 128 Regionalligaeinsätzen von 1964 bis 1968 mit einem Treffer für Westfalia Herne aus der Regionalliga West.